# Происки в Стране чудес
«Происки в Стране чудес» (англ. Malice In Wonderland) — американский телефильм 1985 года, основанный на реальных событиях.

## Сюжет
В центре повествования находятся взаимоотношения двух главных сплетниц Голливуда в 1930—1940-х гг. — Луэллы Парсонс и Хедды Хоппер. Многоопытная Парсонс, используя свои связи с газетным магнатом Уильямом Рэндольфом Херстом и разные источники конфиденциальной информации, является лучшим репортёром в Голливуде, зачастую выступая созидателем и разрушителем актёрских карьер. Невероятная власть Парсонс в области голливудских сплетен оставалась неизменной лишь до 1938 года, когда Хедда Хоппер, актриса с несложившейся карьерой в кинобизнесе, нанимается репортёром к одному из соперников Херста. Так началось взаимное противостояние двух великих женщин, длившееся с переменным успехом вплоть до смерти Хоппер в 1966 году.

## В ролях
- Элизабет Тейлор — Луэлла Парсонс
- Джейн Александер — Хедда Хоппер
- Ричард Дайсарт — Луис Майер
- Джойс Ван Пэттен — Дема
- Джон Сайфер —  «Доки» Гарри Мартин
- Лесли Акерман — Харриет Парсонс
- Томас Бирд — Билл Хоппер
- Джоэль Колоднер — Энди Кендерсон
- Рик Ленц — курьер (доставивший лёд)
- Мэри МакКаскер — Дот
- Джон Плешетт — Томми Гэллеп
- Эрик Пёрселл — Орсон Уэллс
- Тим Роббинс — Джозеф Коттен
- Марк Тэйлор — Говард Стриклинг
- Нэнси Трэвис — Энн
- Вернон Уэддл — Самюэль «Сэм» Голдвин
- Аллен Уильямс — Джоэль
- Теодор Уилсон — Коллинз
- Джейсон Уингрин — Джек Уорнер
- Хелен Барон — Эллен
- Томас Беллин — клерк в отеле
- Дениз Кросби — Кэрол Ломбард
- Дуглас Эмерсон — Билл Хоппер в детстве
- Амелия Лоренсон — Элизабет Арден
- Гэлен Томпсон — Хэл
- Ян Тршиска — Майк Романофф
- Кейт Уолкер — Альберт
- Гэри Уэйн — Кларк Гейбл
- Эдит Филдс — Миссис Уошбёрн
- Лайла Грэм — Миссис Клэйтон
- Энн Хейни — секретарь Демы
- Минди Иден — старлетка